# El Real de la Jara
El Real de la Jara é um município da Espanha na província de Sevilha, comunidade autónoma da Andaluzia, de área 160 km² com população de 1623 habitantes (2007) e densidade populacional de 10,16 hab/km².

## Demografia
| Variação demográfica do município entre 1991 e 2004 | Variação demográfica do município entre 1991 e 2004 | Variação demográfica do município entre 1991 e 2004 | Variação demográfica do município entre 1991 e 2004 |
| --------------------------------------------------- | --------------------------------------------------- | --------------------------------------------------- | --------------------------------------------------- |
| 1991                                                | 1996                                                | 2001                                                | 2004                                                |
| 1748                                                | 1761                                                | 1622                                                | 1599                                                |